# Sony Alpha DSLR-A330
Sony Alpha DSLR-A330 — цифровой зеркальный фотоаппарат разработанный компанией Sony. Камера относится к начальному уровню и призвана заменить снимаемую с производства А300. А330 была анонсирована в мае 2009 года, продажи начались в июле.